# ميلان ماسوب
ميلان ماسوب (بالهولندية: Milan Massop)‏ (1 ديسمبر 1993 في هولندا - ) هو لاعب كرة قدم هولندي في مركز الدفاع. لعب مع إف سي آيندهوفن ودي غرافشاب.

## روابط خارجية
- ميلان ماسوب على موقع قاعدة بيانات كرة القدم.إي يو (الإنجليزية)
- ميلان ماسوب على موقع Soccerway.com (الإنجليزية)
- ميلان ماسوب على موقع عالم كرة القدم.نت (الإنجليزية)